# Tiểu hành tinh Amor
| Sao Hỏa (M) Troia của Sao Hỏa Sao Kim (V) Sao Thủy (H) | Mặt Trời Tiểu hành tinh Amor Trái Đất (E) |

Nhóm tiểu hành tinh Amor khi so sánh với quỹ đạo của các hành tinh đất đá của Hệ Mặt Trời.

Tiểu hành tinh Amor là một nhóm các tiểu hành tinh gần Trái Đất được đặt tên theo tiểu hành tinh 1221 Amor. Chúng tiếp cận quỹ đạo của Trái Đất từ phía trên, nhưng không đi qua nó. Hầu hết các tiểu hành tinh Amor đi ngang qua quỹ đạo của Sao Hỏa. Hai vệ tinh tự nhiên của Sao Hỏa, Deimos và Phobos, có thể là tiểu hành tinh Amor bị lực hấp dẫn của Sao Hỏa bắt giữ.
Thành viên nổi tiếng nhất của nhóm này là 433 Eros, là tiểu hành tinh đầu tiên có một tàu thăm dò con người (NEAR Shoemaker) quay quanh và rồi sau đó hạ cánh xuống.

## Thành viên
Có 6139 tiểu hành tinh Amor hiện biết. 977 trong số chúng được đánh số, và 73 trong số chúng được đặt tên.

### Phân nhóm bằng bán trục lớn
Các tiểu hành tinh Amor có thể được phân thành bốn nhóm phụ, phụ thuộc vào khoảng cách trung bình của chúng từ Mặt Trời.

#### Amor I
Nhóm phụ Amor I bao gồm các tiểu hành tinh Amor mà bán trục lớn của chúng nằm trong khoảng từ Trái Đất đến Sao Hỏa. Tức là, chúng có bán trục lớn từ 1.000 đến 1.523 AU. Ít hơn một phần năm số tiểu hành tinh Amor thuộc phân nhóm này. Các tiểu hành tinh Amor I có độ lệch tâm thấp hơn so với các nhóm phụ khác của Amor.

## Danh sách

### Thành viên nổi bật
| Name         | Năm  | Discoverer         | Refs             |
| ------------ | ---- | ------------------ | ---------------- |
| 3908 Nyx     | 1980 | Hans-Emil Schuster | MPC · JPL · LCDB |
| 1221 Amor    | 1932 | Eugène Delporte    | MPC · JPL · LCDB |
| 1036 Ganymed | 1924 | Walter Baade       | MPC · JPL · LCDB |
| 887 Alinda   | 1918 | Max Wolf           | MPC · JPL · LCDB |
| 719 Albert   | 1911 | Johann Palisa      | MPC · JPL · LCDB |
| 433 Eros     | 1898 | Gustav Witt        | MPC · JPL · LCDB |

### Danh sách đầy đủ
Đây là danh sách những tiểu hành tinh Amor đã được đặt tên (hãy xem Tiểu hành tinh Amor § top).
| Designation       | Prov. designation |
| ----------------- | ----------------- |
| 433 Eros          | 1898 DQ           |
| 719 Albert        | 1911 MT           |
| 887 Alinda        | 1918 DB           |
| 1036 Ganymed      | 1924 TD           |
| 1221 Amor         | 1932 EA1          |
| 1580 Betulia      | 1950 KA           |
| 1627 Ivar         | 1929 SH           |
| 1915 Quetzalcoatl | 1953 EA           |
| 1916 Boreas       | 1953 RA           |
| 1917 Cuyo         | 1968 AA           |
| 1943 Anteros      | 1973 EC           |
| 1980 Tezcatlipoca | 1950 LA           |
| 2059 Baboquivari  | 1963 UA           |
| 2061 Anza         | 1960 UA           |
| 2202 Pele         | 1972 RA           |
| 2368 Beltrovata   | 1977 RA           |
| 2608 Seneca       | 1978 DA           |
| 3102 Krok         | 1981 QA           |
| 3122 Florence     | 1981 ET3          |
| 3199 Nefertiti    | 1982 RA           |
| 3271 Ul           | 1982 RB           |
| 3288 Seleucus     | 1982 DV           |
| 3352 McAuliffe    | 1981 CW           |
| 3551 Verenia      | 1983 RD           |
| 3552 Don Quixote  | 1983 SA           |
| 3553 Mera         | 1985 JA           |
| 3671 Dionysus     | 1984 KD           |
| 3691 Bede         | 1982 FT           |
| 3757 Anagolay     | 1982 XB           |
| 3908 Nyx          | 1980 PA           |
| 3988 Huma         | 1986 LA           |
| 4055 Magellan     | 1985 DO2          |
| 4401 Aditi        | 1985 TB           |
| 4487 Pocahontas   | 1987 UA           |
| 4503 Cleobulus    | 1989 WM           |
| 4947 Ninkasi      | 1988 TJ1          |
| 4954 Eric         | 1990 SQ           |

| Designation         | Prov. designation |
| ------------------- | ----------------- |
| 4957 Brucemurray    | 1990 XJ           |
| 5324 Lyapunov       | 1987 SL           |
| 5332 Davidaguilar   | 1990 DA           |
| 5370 Taranis        | 1986 RA           |
| 5620 Jasonwheeler   | 1990 OA           |
| 5653 Camarillo      | 1992 WD5          |
| 5751 Zao            | 1992 AC           |
| 5797 Bivoj          | 1980 AA           |
| 5863 Tara           | 1983 RB           |
| 5869 Tanith         | 1988 VN4          |
| 5879 Almeria        | 1992 CH1          |
| 6050 Miwablock      | 1992 AE           |
| 6456 Golombek       | 1992 OM           |
| 6569 Ondaatje       | 1993 MO           |
| 7088 Ishtar         | 1992 AA           |
| 7336 Saunders       | 1989 RS1          |
| 7358 Oze            | 1995 YA3          |
| 7480 Norwan         | 1994 PC           |
| 8013 Gordonmoore    | 1990 KA           |
| 8034 Akka           | 1992 LR           |
| 8709 Kadlu          | 1994 JF1          |
| 9172 Abhramu        | 1989 OB           |
| 9950 ESA            | 1990 VB           |
| 11284 Belenus       | 1990 BA           |
| 13553 Masaakikoyama | 1992 JE           |
| 15745 Yuliya        | 1991 PM5          |
| 15817 Lucianotesi   | 1994 QC           |
| 16064 Davidharvey   | 1999 RH27         |
| 16912 Rhiannon      | 1998 EP8          |
| 18106 Blume         | 2000 NX3          |
| 20460 Robwhiteley   | 1999 LO28         |
| 21088 Chelyabinsk   | 1992 BL2          |
| 65803 Didymos       | 1996 GT           |
| 96189 Pygmalion     | 1991 NT3          |
| 154991 Vinciguerra  | 2005 BX26         |
| 162011 Konnohmaru   | 1994 AB1          |
| 164215 Doloreshill  | 2004 MF6          |
| 189011 Ogmios       | 1997 NJ6          |